# 蒂多雷蘇丹國
蒂多雷蘇丹國是位於印尼摩鹿加群島上的蘇丹國，是另一蘇丹國特尔纳特苏丹国在香料貿易的對手。
蒂多雷蘇丹國控制哈马黑拉岛南部大部分地區，有時還控制布魯島、安汶以及西新幾內亞沿岸許多島嶼。1605年與鄰國特尔纳特發生戰爭。蒂多雷在十七世紀與葡萄牙人建立了鬆散的聯盟，在島上有幾個堡壘。相反，特尔纳特與荷蘭交易商結盟。
蒂多雷也曾在十六世紀與西班牙人建立了寬鬆的聯盟，西班牙在島上有幾個堡壘。雖然蒂多雷人和西班牙人之間的相互不信任，但對於蒂多雷人來說，西班牙人的存在有助於抵抗荷蘭和它的盟友特尔纳特人的入侵。
在1663年西班牙人從蒂多雷和特爾納特撤出之前，蒂多雷成為該地區最獨立的王國之一，抵制荷蘭東印度公司的直接控制。特別是在蘇丹賽義夫·烏德丁（Saifuddin）統治下（1657—1689年），蒂多雷宮廷熟練地使用荷蘭語支付香料作為禮物，以加強與外圍界的傳統關係。結果，他被許多當地人民廣泛尊重，因此幾乎沒有必要尋求荷蘭人的軍事幫助；特爾納特則經常求助於荷蘭人。
儘管荷蘭頻繁的干涉，直到十八世紀末蒂多雷仍然是獨立的王國。像特爾納特一樣，蒂多雷也允許荷蘭人進入其領土實行根除剷除計劃，該計劃旨在通過將香料生產限制在幾個地方來加強荷蘭人的壟斷，卻使得蒂多雷變得貧乏，並削弱了對外圍的控制。

## 资料来源
1. ↑  Margaret Makepeace, ‘Middleton, Sir Henry (d. 1613)’, 牛津国家人物传记大辞典, Oxford University Press, 2004; online edn, Jan 2008